# Wolfgang Dittrich
Wolfgang Dittrich (Düsseldorf, RFA 21 de marzo de 1962) es un deportista alemán que compitió en triatlón. Ganó una medalla de bronce en el Campeonato Mundial de Ironman de 1993.

## Palmarés internacional
| Campeonato Mundial | Campeonato Mundial     | Campeonato Mundial | Campeonato Mundial |
| Año                | Lugar                  | Medalla            | Prueba             |
| ------------------ | ---------------------- | ------------------ | ------------------ |
| 1993               | Hawái (Estados Unidos) | Medalla de bronce  | Individual         |